# 龍在江湖 (1998年電影)
《龍在江湖》是一部1998年上映的香港黑帮电影，由王晶编剧、执导，刘德华、梁咏琪、關秀媚和方中信主演。香港票房收获1693万港元，位列香港年度华语片第五位。

## 剧情
韦吉祥（阿祥）由于父親混跡江湖，少年即學壞，踏入黑社會，投靠三合會「洪泰社」老大「眉叔」的兒子「太子」。1993年，太子因欠地下賭場老大陳錦波（喪波）赌债三百萬港元，被喪波绑走，阿祥用刀砍瞎了喪波的一只眼，救出了太子，但阿祥付出惨痛的代價，不仅因此与喪波结下深仇，愛妻更在那個晚上遭遇車禍而辭世。對於阿祥來說，這些犧牲並無幫助，雖然有救命之恩，但阿祥並未受到太子的敬重，太子待他如狗，動輒辱罵。
阿祥老婆的好姐妹Ruby，在夜總會擔任媽媽生，她暗恋阿祥多年，但是阿祥刻意迴避，不願意接受Ruby的愛。在其妻死後，Ruby陪著阿祥照顾其子韦大洪。由于阿祥的江湖背景，大洪時常被同學言語霸凌，大洪則動輒以暴力還擊，多次被學校老師停學處分，阿祥誓言一定不要去坐牢，要好好照顧大洪。
1998年，太子邀阿祥一起經營盗版光碟工厂，並命阿祥掛名負責人，可是太子却瞒着阿祥，暗地里在光碟工厂製造毒品，大量生产海洛因與可卡因，企圖在被警方查獲時由阿祥背黑鍋，其實製毒的幕后主使是太子的父親「眉叔」。另一方面，太子覬覦Ruby的美色已久，一直想要與Ruby一夜春宵，Ruby因為心屬阿祥，所以不願意獻身太子。太子慾火焚身，試圖強姦Ruby，阿祥竟然以武力阻止太子，太子命小弟們將阿祥打成重伤，Ruby逃脫，阿祥負傷回家後，接受了Ruby，兩人開始交往、同居。
阿祥在為洪泰社追讨賭债的过程中，與債務人周大文（周胖子）鬥毆，並把周胖子打傷。周胖子把阿祥告上法庭，Ruby為阿祥聘用了訟務律師梁慧欣（Sandy）。Sandy的男朋友Michael，是重案組警官，因為长期监视着从事着造毒贩毒活动的光碟工厂，認為阿祥是個大毒梟，極為厭惡阿祥，建议Sandy不要再幫阿祥辯護，但因是警方的機密，並未明說製毒、販毒情事。Sandy同情阿祥的處境，拒絕了Michael，成功帮助阿祥打赢了官司，阿祥與Ruby於是宴請了Sandy，也一併邀來了Michael。
Michael姍姍來遲，並在晚宴上對阿祥不假辭色，氣氛非常尷尬，不歡而散，Michael回去警署加班。阿祥開車帶Sandy回家，路上請Sandy喫豆花，誰知喪波率領小弟追殺阿祥，生死關頭，阿祥再次駕著生疏多年的摩托車，載Sandy逃走，阿祥的男子氣概十足，Sandy因而對阿祥產生情愫。
Sandy从Michael口中套話，得知阿祥被警方懷疑「从事贩毒活动」，因此告知阿祥，阿祥帶著小弟「爛命全」、「神沙」、David突襲光碟工厂，果然发现此地长期製造毒品的事实，阿祥等人於是把工廠裏的人全部打傷，搶回所有毒品丟棄，騎著摩托車回家，但警方竟然也在此時收網，攻入工廠。與此同時，刚出狱的喪波率眾侵入阿祥的公寓，綁架了Ruby與大洪。阿祥得知後，飆車回家搶救孩子與女友，卻被Michael派警員扣留，就在當夜，喪波派小弟轮奸了Ruby，並且戳瞎了大洪雙眼。
Sandy出面保釋了阿祥，阿祥心想，自己當年是為了拯救太子，才與喪波結仇，所以拜託太子的父親眉叔派人保護女友Ruby、盲眼的兒子大洪，避免喪波尋仇，结果卻遭眉叔冷淡拒絕，只說：「這是你和喪波的私人恩怨，跟社團無關。」阿祥只好去向太子求情，希望太子能夠保護自己一家。太子卻要求與阿祥女友Ruby共度春宵，才肯派人保護。阿祥與Ruby竟然點頭應允。
其實Ruby與阿祥心懷鬼胎，Ruby在挑選下榻的飯店時，把太子引到喪波勢力範圍，以讓喪波發現。喪波派人綁架了太子，並把他虐殺。这令眉叔恼怒不已，派了所有社團小弟全力追杀喪波，喪波逃脫，但阿祥跟在社團人員之後，與喪波決鬥，阿祥雖然負傷，依然殺了喪波，報了兒子與女友之仇，但这一幕被阿祥的小弟David看见，David表示：「我是警察，是Michael安插在你身边的卧底。」就要拘捕阿祥，但是阿祥將David擊倒而逃逸。
阿祥受到喪波命案的通缉，他跑到Sandy的家，希望Sandy帮忙，並質問Sandy对他的想法。Sandy表示了愛意，並說：「我一定不会让你坐牢。」Sandy建议阿祥主动去自首，她可以为他辩护，且指點阿祥成为毒品案的污点证人，眉叔被警方搜索出大批毒品，因此入狱。
阿祥一到警署，Michael念完了米蘭達宣言就把阿祥移送法辦，一心想把他定罪。而在阿祥身边卧底一年之久的David，卻出于義氣，为阿祥说了不少有利的证言。Sandy更在庭审的最后紧要关头，另聘律師，解除委任，她自己则转变成为新的证人，编出一個謊言：阿祥是她男友，在喪波案发时，两人一直待在她的公寓裏，製造了阿祥的不在場證明。她的证言获得陪审团的采信，阿祥被當庭释放。但她亦对自己说谎和愧对男友Michael的做法感到内疚。
阿祥在Ruby授意下，在法庭盲眼女神的正門口追到Sandy，向她道謝、示愛。Sandy则表示两人不适合在一起，她之所以作偽證，只是不想让他坐牢，并要他以后照顾好Ruby和大洪。Sandy深情地望了阿祥一眼，並說：「就看了你這一眼，我再也不會回頭了。」
两人分別不到一分鐘，阿祥即遭到已入獄的眉叔派的人攻擊，亂刀砍死。而Sandy漸行漸遠，並未回頭，亦不知自己一語成讖，阿祥已經倒臥血泊之中。

## 角色
| 演員   | 國語配音 | 角色    | 備註                                               |
| 劉德華 | 劉德華   | 韋吉祥  | 祥Dee，洪泰社成員                                  |
| 關秀媚 | 汪世瑋   | Ruby關  | 阿嬋好友，後為韋吉祥女友                           |
| 梁詠琪 | 杜素真   | Sandy梁 | 大律師，為韋吉祥辯護                               |
| 方中信 | 林谷珍   | Michael | 有組織罪案及三合會調查科高級督察，Sandy男友        |
| 鄭浩南 | 李香生   | 太子    | 韋吉祥大佬，眉叔兒子                               |
| 吳毅將 | 石班瑜   | 陳錦波  | 喪波                                               |
| 李燦森 | 陳宏瑋   | 神沙    | 韋吉祥手下                                         |
| 吳志雄 |          | 爛命全  | 韋吉祥手下                                         |
| 陳惠敏 | 孫德成   | 眉叔    | 洪泰社話事人                                       |
| 李兆基 | 黃天佑   | 豹榮    | 洪泰社叔父                                         |
| 王天林 | 陳明陽   | 肥叔    | 洪泰社叔父                                         |
| 馬德鐘 | 黃天佑   | 小霸王  | 從洪泰社轉投東星社，遭爛命全砍死                   |
| 張慧儀 |          | 阿嬋    | 韋吉祥妻，遭喪波駕車撞死                           |
| 余文浚 |          | 韋大洪  | 韋吉祥兒子                                         |
| 陳國新 |          |         | 法官                                               |
| 李煒尚 |          | David李 | 爛命全和神沙手下，有組織罪案及三合會調查科臥底探員 |
| 李俊森 |          |         | 律師                                               |
| 彭立威 | 黃天佑   | 周大文  | 欠韋吉祥錢不還遭毆                                 |
| 羅樹琪 |          |         | 法官                                               |
| 陳寶駿 |          |         | 太子手下                                           |
| 何賽舟 |          |         | 洪泰社成員                                         |
| 吳家偉 |          |         | 太子手下，用VCD工廠掩護販毒                        |
| 楊英偉 | 陳宗岳   | 王力勤  | 大律師，為韋吉祥辯護                               |
| 麥詠麟 |          |         | 毒品調查科                                         |
| 周美成 |          |         | 喪波手下                                           |
| 蘇偉南 |          |         | 喪波手下                                           |
| 鄭保瑞 |          |         | 眉叔手下                                           |
| 羅偉佳 |          |         | 眉叔手下                                           |
| 劉冬青 |          |         | 小霸王手下，供出小霸王行蹤後被殺                   |

## 主创人员
- 导演：王晶
- 监制：王晶
- 编剧：王晶
- 摄影：郑兆强（HKSC）
- 剪接：麦子善
- 音乐：金培达
- 美术指导：赵崇邦
- 行政监制：陈明英
- 出品人：向华强

## 歌曲
| 曲別   | 歌曲                   | 作曲                                    | 作詞   | 演唱                   |
| ------ | ---------------------- | --------------------------------------- | ------ | ---------------------- |
| 片尾曲 | 《你是我的女人》国语版 | Kenny G, T.K. Chan 和 Walter Afanasieff | 李安修 | 劉德華                 |
| 片尾曲 | 《你是我的女人》粤语版 | Kenny G, T.K. Chan 和 Walter Afanasieff | 劉德華 | 劉德華                 |
| 插曲   | 《死剩把口》           | 孫偉倫                                  | 劉德華 | 劉德華，黃秋生負責和音 |

## 奖项
| 頒獎典禮             | 獎項             | 名單                                                                                    | 結果 |
| -------------------- | ---------------- | --------------------------------------------------------------------------------------- | ---- |
| 第18届香港电影金像奖 | 最佳原創電影歌曲 | 《你是我的女人》 作曲：Kenny G, T.K. Chan & Walter Afanasieff 填詞：劉德華 主唱：劉德華 | 提名 |